# ایر فالس
ایر فالس (به انگلیسی: Ear Falls) یک منطقهٔ مسکونی در کانادا است که در بخش کنورا واقع شده‌است. ایر فالس ۱٬۰۲۶ نفر جمعیت دارد و ۳۶۰٫۹۰ متر بالاتر از سطح دریا واقع شده‌است.